# Ischnopopillia reflexa
Ischnopopillia reflexa är en skalbaggsart som beskrevs av Lin 1992. Ischnopopillia reflexa ingår i släktet Ischnopopillia och familjen Rutelidae. Inga underarter finns listade i Catalogue of Life.